# Herophydrus gigantoides
Herophydrus gigantoides är en skalbaggsart som beskrevs av Olof Biström och Nilsson 2002. Herophydrus gigantoides ingår i släktet Herophydrus och familjen dykare. Inga underarter finns listade i Catalogue of Life.